# Феаки (пьеса)
«Феаки» (др.-греч. Φαίᾱκες) — пьеса (по разным версиям, трагедия или сатировская драма) древнегреческого драматурга V века до н. э. Софокла на тему древнегреческих мифов. Её текст практически полностью утрачен.
Судя по названию, пьеса рассказывала о пребывании Одиссея в стране феаков. Сохранился только один фрагмент — «…К еде приправа горькая...». Учитывая дефицит текста и отсутствие данных в других сохранившихся источниках, исследователи констатируют, что невозможно выяснить точнее, какие события описывались в пьесе.